# Ba Vì, Hà Nội
Ba Vì là một xã thuộc thành phố Hà Nội, Việt Nam.
Xã Ba Vì có diện tích 25,35 km², dân số năm 1999 là 1716 người, mật độ dân số đạt 68 người/km².